# I'm So Excited
I'm So Excited is een nummer van de Amerikaanse popgroep The Pointer Sisters, oorspronkelijk in september  1982 in de VS en Canada uitgebracht op single. Het stond in hetzelfde jaar als eerste track op het negende studioalbum So Excited!. Het nummer werd in juli 1984 als remix versie eerst in de VS en Canada opnieuw op single uitgebracht. In oktober dat jaar volgden het Verenigd Koninkrijk en Ierland en in november Europa, Australië en Nieuw-Zeeland. De remix versie werd ook aan het hitalbum Break Out uit 1984 toegevoegd.

## Achtergrond
I'm So Excited is geschreven door Anita Pointer, June Pointer, Ruth Pointer, Trevor Lawrence en geproduceerd door Richard Perry. Het is een van de grootste hits van The Pointer Sisters, met onder andere een negende plaatst in de Billboard Hot 100, een elfde plaats in de Britse hitlijst en een achttiende plaats in de Nederlandse Top 40. Tegelijkertijd met het uitbrengen van het lied werd het gebruikt in de film Summer Lovers. Hierna is het nog veel vaker in films, series en reclames gebruikt, waaronder Transformers: Revenge of the Fallen en de Spaanse film Los amantes pasajeros, waarvan de Engelse titel is vernoemd naar het nummer. De muziekvideo, geregisseerd door Kenny Ortega, leverde de popgroep een "Grammy Awards"-nominatie op in de categorie Best Music Video, Short Form, welke niet werd verzilverd.

### NPO Radio 2 Top 2000
| Nummer met noteringen in de NPO Radio 2 Top 2000 | '00  | '01  | '02  | '03  | '04  | '05  | '06  | '07  | '08  |
| ------------------------------------------------ | ---- | ---- | ---- | ---- | ---- | ---- | ---- | ---- | ---- |
| I'm So Excited                                   | 1108 | 1150 | 1130 | 1333 | 1248 | 1465 | 1397 | 1693 | 1412 |

1. ↑  Een vetgedrukt getal geeft de hoogste notering aan.
2. ↑  2000 was het eerste jaar met een notering voor dit nummer.
3. ↑  Deze tabel is bijgewerkt tot en met de meest recente editie (2024).

## Cover
In 2001 had de Australische band Sara-Marie and Sirens een hit in de Australische hitlijst met een cover op het nummer, getiteld I'm So Excited (The Bum Dance).